# Nesydrion fuscum
Nesydrion fuscum är en insektsart som beskrevs av Gerstaecker 1885. Nesydrion fuscum ingår i släktet Nesydrion och familjen Nymphidae. Inga underarter finns listade i Catalogue of Life.